# Campanha (kommun)
Campanha är en kommun i Brasilien.   Den ligger i delstaten Minas Gerais, i den sydöstra delen av landet, 700 km söder om huvudstaden Brasília. Antalet invånare är 15 435. Arean är 336 kvadratkilometer.
Terrängen i Campanha är kuperad söderut, men norrut är den platt.
Följande samhällen finns i Campanha:
- Campanha

Omgivningarna runt Campanha är huvudsakligen savann. Runt Campanha är det ganska glesbefolkat, med 48 invånare per kvadratkilometer.